# Jezdci (film, 1971)
Jezdci  (v anglickém originále The Horsemen) je film z roku 1971 s Omarem Sharifem v hlavní roli. Film natočil americký režisér John Frankenheimer, scénář napsal Dalton Trumbo podle románu francouzského spisovatele Josepha Kessela Les Cavaliers (Jezdci). Film byl natáčen v Afghánistánu a ve Španělsku.
Příběh románu je zasazen do Afghánistánu v době kolem poloviny 20. století. Kulisy příběhu tvoří divoká příroda i lid Afghánistánu, především pak afghánský národní sport buzkaši.

## Příběh
Proslulý, nyní však již bývalý, zestárlý závodník buzkaši Tursen (Jack Palance), vůdce divokého kmene, vysílá svého syna Uraze (Omar Sharif), na hlavní závod sezóny této hry, tzv. královské buzkaši v Kábulu. Uraz však neuspěje, třebaže má vítězství na dosah ruky – je zraněn (zlomí si nohu ve stehně) a třebaže vyhledá pomoc v nemocnici, odmítne nakonec zákrok lékařů a vydá se s přítelem na dlouhou a trpkou cestu domů.
Vyvrcholením filmu je scéna, kdy se Uraz vrátí domů - kde jím všichni, a především vlastní otec, pro jeho neúspěch pohrdají - a zapojí se do právě probíhajícího závodu buzkaši. Zvítězí a s trofejí objíždí závodiště obklopené šílícími a jásajícími davy, které postupně umlkají, když Uraz projíždí kolem nich a oni mohou zřetelně vidět pravou stranu jeho těla s nohou, jež končí ve stehně pahýlem.